# Temelucha tricolorata
Temelucha tricolorata är en stekelart som beskrevs av Sedivy 1968. Temelucha tricolorata ingår i släktet Temelucha och familjen brokparasitsteklar. Inga underarter finns listade i Catalogue of Life.